# Vympel R-33
R-33（俄文：Вымпел Р-33; 北約代號：AA-9 Amos）為蘇聯發展的長程空對空飛彈，主要作為蘇聯國土防空軍的米格-31戰鬥機的主力武器，定位等同美國海軍的F-14戰鬥機和AIM-54鳳凰飛彈的組合。和AIM-54的主動雷達導引不同，R-33是半主動雷達導引，因此其射程較短約為120公里，但配合米格-31的閃舞雷達相位陣列雷達，仍足以獵殺在25米低飛的戰略轟炸機或巡航導彈，以至在28公里高空的戰略偵察機。每架米格-31可在機腹下掛上4枚R-33飛彈。
特別值得一提之處在於蘇聯研製的米格-31所擁有的閃舞雷達與R-33飛彈為世界上第一套戰鬥機載的相位陣列雷達與專屬武器系統。更有特色的是雖然R-33是半主動雷達歸向的飛彈，以傳統戰機而言理論上無法同步攻擊多個目標(例如美國的F-4搭配AIM-7飛彈)，但優秀的閃舞雷達卻能以分時照明的方式同時發射四枚R-33飛彈攻擊四個不同目標。以1970年代的技術水準而言這是非常了不起的武器整合成就。
在上世紀末前俄羅斯終於推出本彈的擁有末端主動雷達的改良型，射程達一百六十公里，足和一般認為鳳凰導彈相當的射程。
在最後的第三代改良型射程終於打破了鳳凰導彈，保持空對空導彈射程的三十多年的世界記錄，但不久各國都發展新世代的中長程空對空導彈。後續是羅斯研發後繼型號，同系列的R-37超長程空對空導彈服役和開始取代本彈的作用了。

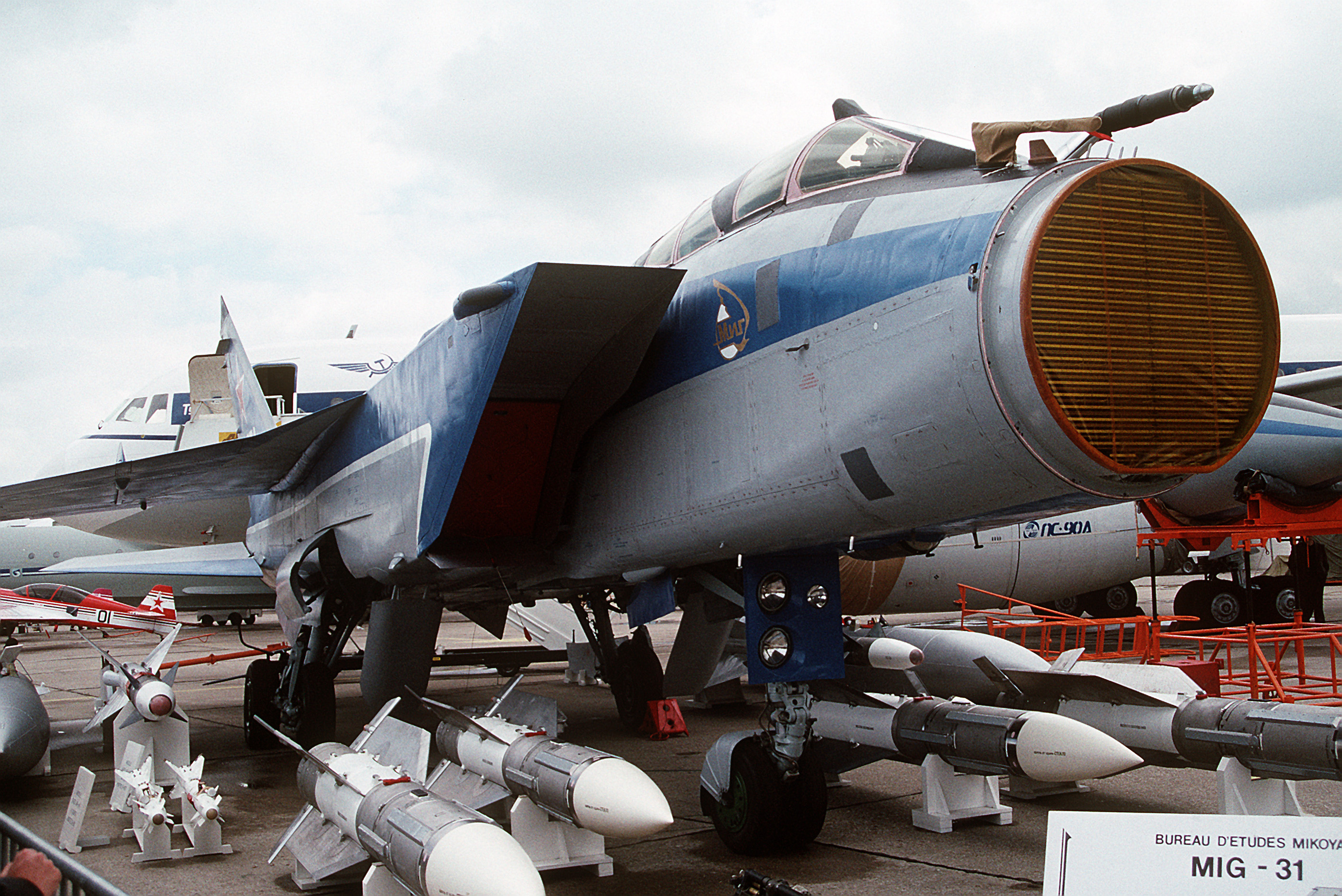
四枚R-33 飛彈被置於米格-31截擊機前作展示，攝於1999年莫斯科航展。

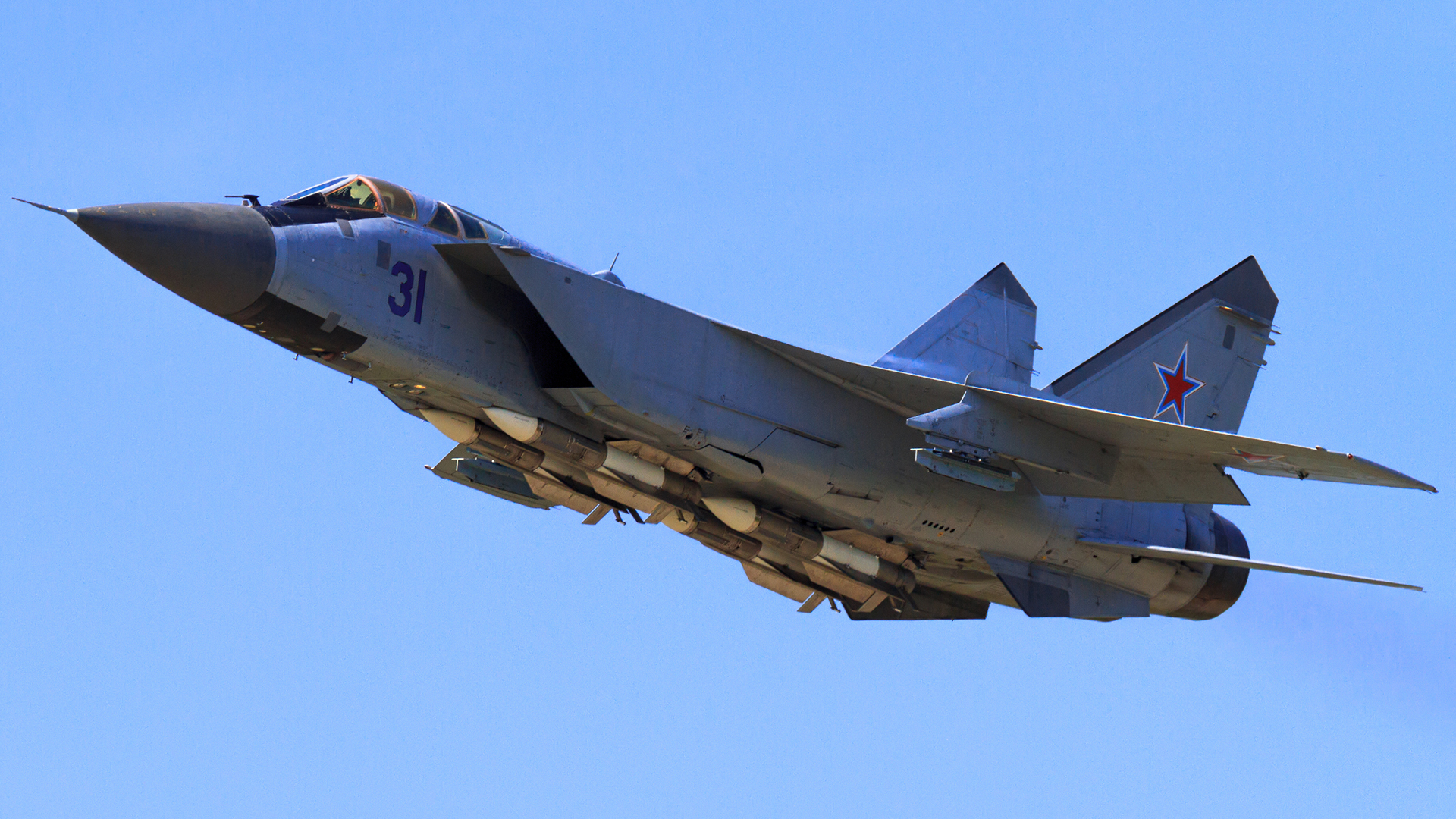
R-33 飛彈被掛載於米格-31截擊機機腹下狀態。

## 各種版本
R-33
標準版本
R-33E
外銷版
R-33S
改進版本

## 使用國家
- 苏联
- 俄羅斯

## 外部連結
- GlobalSecurity.org page （页面存档备份，存于）
- Federation of American Scientists page